# Freseros de San Quintín
Los Freseros de San Quintín es un equipo de béisbol que compite en la Liga Norte de México con sede en San Quintín, Baja California, México.

## Historia
Los Freseros de San Quintín ingresaron a la LNM en 2013. Son filial de los acereros de monclova que participan en la Liga Mexicana de Béisbol. Los partidos de Freseros son transmitidos por internet, a través de su página web.

## Jugadores

### Roster actual
Por definir.